# Ctenidium andoi
Ctenidium andoi är en bladmossart som beskrevs av Nishimura 1985. Ctenidium andoi ingår i släktet Ctenidium och familjen Hypnaceae. Inga underarter finns listade i Catalogue of Life.